# Cachucha

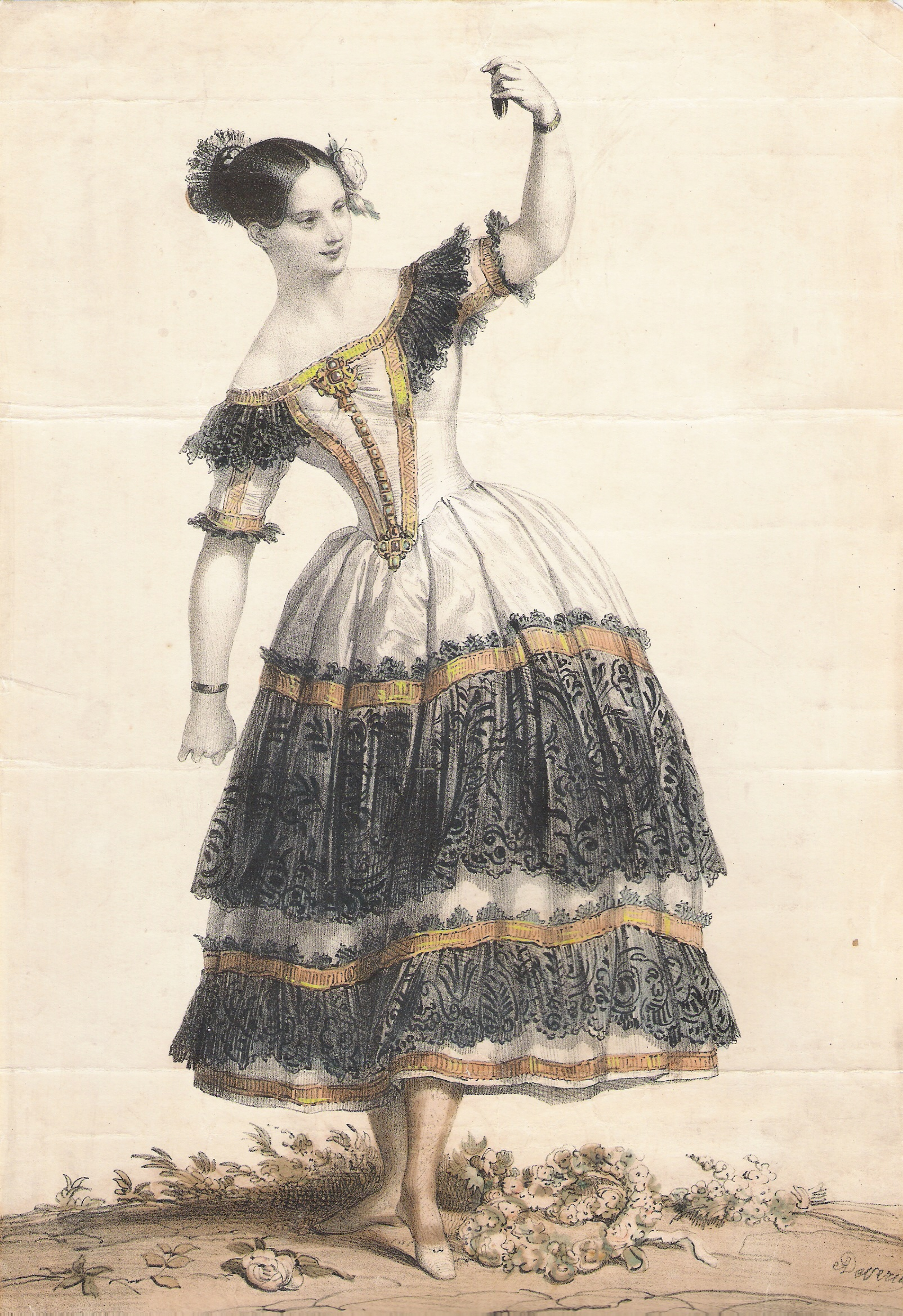
A dançarina Fanny Elssler dançando a cachucha

A cachucha era uma dança sapateada espanhola de compasso ternário. Por extensão o mesmo nome era dado à música que acompanhava essa dança. 
Originária de Cuba mas relacionada com o fandango, era dançada principalmente na região da Andaluzia. Era normalmente dançada a solo por uma mulher, acompanhada de castanholas. Começava num movimento lento, que ia acelerando, até terminar num vivo volteio. 
Esta dança teve alguma popularidade em França, divulgada pela dançarina Fanny Elssler, que a dançou na Ópera de Paris. Em Portugal foi popular a cantiga Maria Cachucha no séc. XIX, uma adaptação da cachucha espanhola. Daqui a expressão "do tempo da Maria Cachucha" usada com o significado de muito antigo. A cachucha foi também popular no Brasil na mesma época. Atualmente "Maria Cachucha" (na maioria das vezes grafada com x 'Caxuxa') também pode ser um doce muito popular, feito com bolachas recheadas e maria-mole 
A palavra cachucha significava originalmente barco pequeno, chalupa.